# Estación de Romont
La estación de Romont es una estación ferroviaria ubicada en la comuna suiza de Romont, en el Cantón de Friburgo.

## Situación
Está situada en la línea Lausana - Friburgo - Berna. Sus dependencias ferroviarias colaterales son la estación de Siviriez hacia Lausana y la estación de Villaz-Saint-Pierre en dirección Berna. Tiene diversos servicios, como taquilla para la venta de billetes o agencia de viajes de los SBB-CFF-FFS entre otras cosas.

## Servicios Ferroviarios
Los trenes que paran en la estación son operados por SBB-CFF-FFS y por TPF.

### Regionales
- RE Ginebra-Cornavin - Coppet - Nyon - Morges - Lausana - Palézieux - Romont. Servicios cada hora.
- RE Bulle - Romont - Friburgo. Esta línea forma parte de la red RER Fribourg, y consta de un servicio cadenciado que solo efectúa estas tres paradas. Cuentan con una frecuencia de en torno a media hora por sentido de lunes a viernes, que se reduce a una hora los sábados y domingos. Algunos servicios son prolongados hasta Berna. Operado por TPF y SBB-CFF-FFS.
- R Romont - Friburgo - Payerne - Yverdon-les-Bains. Trenes cada hora entre Romont e Yverdon-les-Bains, parando en todas las estaciones del trayecto.
- R Romont - Palézieux. Este tren solo opera en las franjas de hora punta de lunes a viernes, para reforzar esas horas de mayor movimiento de viajeros. Para en todas las estaciones y apeaderos del tramo.